# SmoothWall
Smoothwall è un sistema operativo utilizzato come firewall open source. Progettato per agevolare l'utilizzo, Smoothwall è configurato tramite un GUI web e richiede poco o niente di conoscenza su Linux per l'installazione o l'utilizzo.

## Storia
Lo sviluppo di Smoothwall è partito con Smoothwall GPL, una versione liberamente ridistribuibile, nell'agosto 2000, e con una versione proprietaria venduta da Smoothwall Ltd dal novembre 2001. È ora disponibile in diverse versioni gratuite e/o a pagamento.
Secondo le cifre pubblicate dalla società, Smoothwall attualmente ha oltre 1 milione di installazioni attive in tutto il mondo.

## Smoothwall Express
Smoothwall Express, originariamente Smoothwall GPL, è la versione distribuibile liberamente di Smoothwall, sviluppata dal team Smoothwall Open Source Project e dai membri di Smoothwall Ltd.

### Smoothwall GPL
Pubblicato nell'agosto 2000, Smoothwall GPL è stato sviluppato da Lawrence Manning e Richard Morrell per fornire una soluzione rapida e facile da usare al problema della condivisione delle connessioni ISDN con il resto della rete LAN. Creato usando Red Hat Linux, Smoothwall GPL aveva originariamente due semplici funzioni: controllare il modem da comporre e riagganciare, e percorrere i pacchetti TCP/IP dalla LAN alla connessione Internet e tornare indietro. La LAN è stata nascosta dalla rete pubblica da NAT usando ipchains.
A partire dalla serie 0.9.x dell'agosto 2000, Smoothwall GPL è passata attraverso diverse versioni basate sul Linux kernel 2.2, culminando in 0.9.9 SE nel dicembre 2001, probabilmente la più popolare pubblicazione di GPL. Ogni release ha portato a una serie di miglioramenti.
Smoothwall GPL 1.0 è stato pubblicato nel dicembre 2002, comprese tutte le patch e correzioni di sicurezza precedentemente pubblicate e ha concluso lo sviluppo della serie 0.9.x / 1.0, anche se è stato supportato con aggiornamenti di bug per un altro anno e mezzo.

#### Software pubblicati
- 30 agosto 2000 - Smoothwall 0.9
- 2 settembre 2000 - Smoothwall 0.9.1
- 9 settembre 2000 - Smoothwall 0.9.2
- 18 settembre 2000 - Smoothwall 0.9.4
- 15 novembre 2000 - Smoothwall 0.9.5LF
- 6 dicembre 2000 - Smoothwall 0.9.6
- 2 aprile 2001 - Smoothwall 0.9.8
- 15 settembre 2001 - Smoothwall 0.9.9
- 10 dicembre 2002 - Smoothwall GPL 1.0

### SmoothWall Express 2
Sviluppato dal 2002 al 2003, la successiva pubblicazione principale di Smoothwall è stato destinato ad essere numerato 1.0, ma il numero elevato di modifiche e miglioramenti ha portato il team di sviluppo a validarlo di un numero di versione 2.0. Il team ha deciso che il nome "Smoothwall GPL" non era abbastanza inclusivo, preoccupando che i nuovi arrivati a Smoothwall non avrebbero capito l'acronimo. Il 16 settembre 2003 il nome è stato ufficialmente cambiato in Smoothwall Express per implicare la velocità di installazione, utilizzo e funzionamento.
Express ha migliorato la funzionalità di SmoothWall GPL utilizzando il kernel 2.4 Linux, migliorando l'interfaccia utente web e facendo molte modifiche alle funzioni esistenti e aggiungendo nuove.
Dopo la release 2.0, lo sviluppo e la sperimentazione del software sono stati guidati principalmente dal personale di Smoothwall Ltd., con meno lavoro svolto da contributori volontari esterni.

#### Software pubblicati
- 8 dicembre 2003 - Smoothwall Express 2.0
- 22 dicembre 2006 - Smoothwall Express 2.0 SP1

### Smoothwall Express 3
Il 1 settembre 2005 è stato pubblicato la quinta versione dell'originale firewall Smoothwall.